# 사업자 (공정거래법)
공정거래법 상 사업자(事業者)라 함은 제조업, 서비스업, 기타 사업을 행하는 자를 말한다.(제2조 제1호)
공정거래법은 카르텔 · 불공정거래행위(제23조) · 재판매가격유지행위 등 요건에 대해 "사업자는 ...하여서는 아니된다"라고 규정하고 있다. 또한 사업자단체금지 행위에 대해서는 "사업자단체는 ...하여서는 아니 된다.". 시장지배적지위남용행위에 대해서는 "시장지배적 사업자는 ...하여서는 아니 된다"고 규정하고 있다. 사업자단체 개념도 구성원이 사업자일 것을 필요로 하며, 시장지배적 사업자도 기본적으로 사업자이어야 하므로 사업자 개념은 모든 불공정거래행위가 성립하기 위한 출발점이 된다.

## 사업자의 범위

### 제조업,서비스업,기타 사업
제조업, 서비스업의 경우 대한민국 통계청의 한국표준산업분류에 의하여 해당 여부를 판단할 수 있다. '기타 사업'은 불확정개념으로서, 대한민국 공정거래위원회는 "사업이라 함은 경제행위를 계속하여 반복적으로 행하는 것을 의미하며, 이는 어떤 경제적 이익의 공급에 대하여 그것에 대응하는 경제적 이익의 반대급부를 받는 행위를 말하고, 반드시 영리를 목적으로 하지 않아도 되며, 사업자의 업무가 법령에 의해 규정되어 있는지의 여부 및 그 목적의 공익성 여부는 사업자성의 판단과는 관계가 없다." 고 하고 있으므로, '기타 사업'은 급부와 반대급부로 특징되는 경제행위를 반복적으로 행함을 의미하며, 비영리사업도 포함된다. 따라서 비영리사업자도 공정거래법의 적용대상이 된다.

### 자연인,법인, 법인격 없는 사단 불문
공정거래법(제2조 제1호)은 사업자의 개념으로 "자"(者)를 규정하고 있으므로, 이에는 자연인·법인·법인격 없는 사단이 모두 포함된다. 개인사업자뿐만 아니라 법인사업자 기타 사단 등도 사업자에 포함된다고 할 것이다. 공정위 실무상으로는 사업자여부판단을 위해 사업자등록증을 증빙서류로 징구하고 있으나, 공정위는 사업자등록증이 없는 프로야구선수, 연예인의 경우에도 사업자성을 인정하고 있다. 따라서 공정거래법상 사업자의 개념은 상당히 광범위하다.
사업자의 이익을 위한 행위를 하는 임원·종업원·대리인 기타의 자는 사업자단체에 관한 규정의 적용에 있어서는 이를 사업자로 본다.(제2조 제1호 후문)

## 기타
공정거래법 상의 "사업자"의 개념은 표시·광고의 공정화에 관한 법률 상의 "사업자"에서도 준용한다.(제2조 제3호)

## 참고 자료
- 송정원. 《카르텔 및 불공정거래행위규제》. 17~18쪽쪽.